# Руставський металургійний завод
41°31′49.1″ пн. ш. 45°02′0.01″ сх. д. / 41.530306° пн. ш. 45.0333361° сх. д.
Руставський металургійний завод (груз. რუსთავის მეტალურგიული კომბინატი) — металургійний завод в Грузії, у місті Руставі. Роком заснування заводу вважається 1948-й, окремі допоміжні цехи розпочали роботу дещо раніше.

## Історія

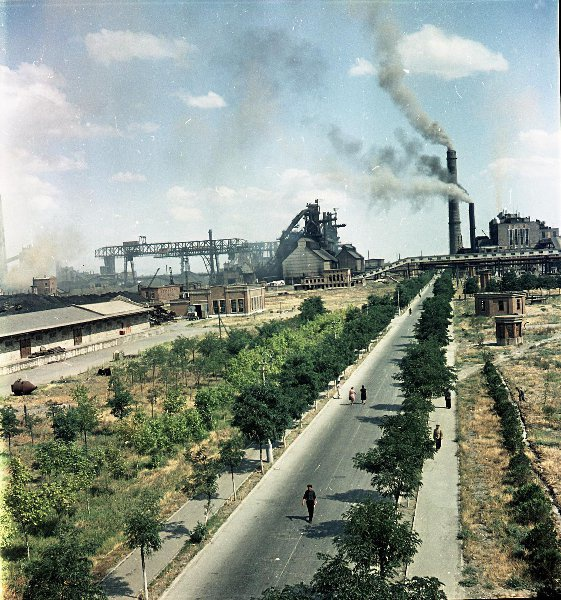
Завод у 1957 році.

Будівництво Закавказького металургійного заводу імені Сталіна було розпочато 1941 року, однак його було перервано через Другу світову війну. 23 березня 1944 року будівництво було відновлено на новій, більшій ділянці. Завод частково став працювати 1947 року, перша сталь випущена 27 квітня 1950-го. Директором заводу з 1944 по 1957 рік працював Гомелаурі Микола Георгійович.
Створенню Руставського металургійного заводу сприяла наявність у Грузії та сусідньому Азербайджані необхідної сировини, палива, флюсів і вогнетривів. Паливною базою заводу стали поклади ткварчельського і ткібульського коксівного вугілля. Завод переплавляв залізну руду Дашкесанського залізорудного родовища, розташованого в Азербайджані, та використовував чіатурську марганцеву руду.

### Період після Другої світової
Завод виробляв кокс, агломерат, чавун, сталь, готовий прокат, гарячекатані й холоднокатані сталеві труби. Безшовні труби заводу використовувалися, зокрема, у нафтовидобувній промисловості регіону.
Випуск гарячекатаних безшовних труб був розпочатий у вересні 1952 року. У 1954-му розпочав роботу коксохімічний завод. Перший чавун на заводській доменній печі було отримано у липні 1954 року. З 1961-го на заводі було проведено кілька модернізацій виробничих потужностей. За період між 1960 і 1974 роками випуск сталі на заводі збільшився на 26,1 %, прокату — на 48 %, труб — на 49,3 %.
1967 року було введено в дію установку безперервного розливання сталі. Між 1975 та 1980 роками було збільшено продуктивність мартенівських печей.
1980 року під час модернізації доменної печі було збільшено її корисний об'єм з 750 м³ до 1093 м³. У 1982 році введено в дію нову аглофабрику.

### Сучасність
На початку 1990-х років розпочалися проблеми у роботі заводу, у 1999 році він повністю припинив роботу. Загалом за період з 1944 по 1999 рік на заводі було виплавлено близько 50 млн т сталі.
2006 року 100 % акцій заводу придбала приватна британсько-грузинська компанія, яка відновила трубопрокатне виробництво на заводі.

## Сучасний стан
Станом на початок 2016 року на заводі працює сталеварне і прокатне виробництва, завод випускає:
- арматурний стрижень
- квадратні заготовки
- безшовні труби
- чавунні блоки
- вапняк
- механічні деталі
- фасонні виливки
- сталеві конструкції
- гранульований шлак
- феросплави

Значна частина споруд заводу демонтована або перебуває у занедбаному стані і не використовується. Частина територій заводу (офіси та виробничі площі) здається в оренду.